# Kurt Jungstedt
Kurt Jungstedt, född 21 maj 1894 i Hedvig Eleonora församling i Stockholm, död 17 september 1963 i Maria Magdalena församling, var en svensk målare och tecknare. 

## Biografi

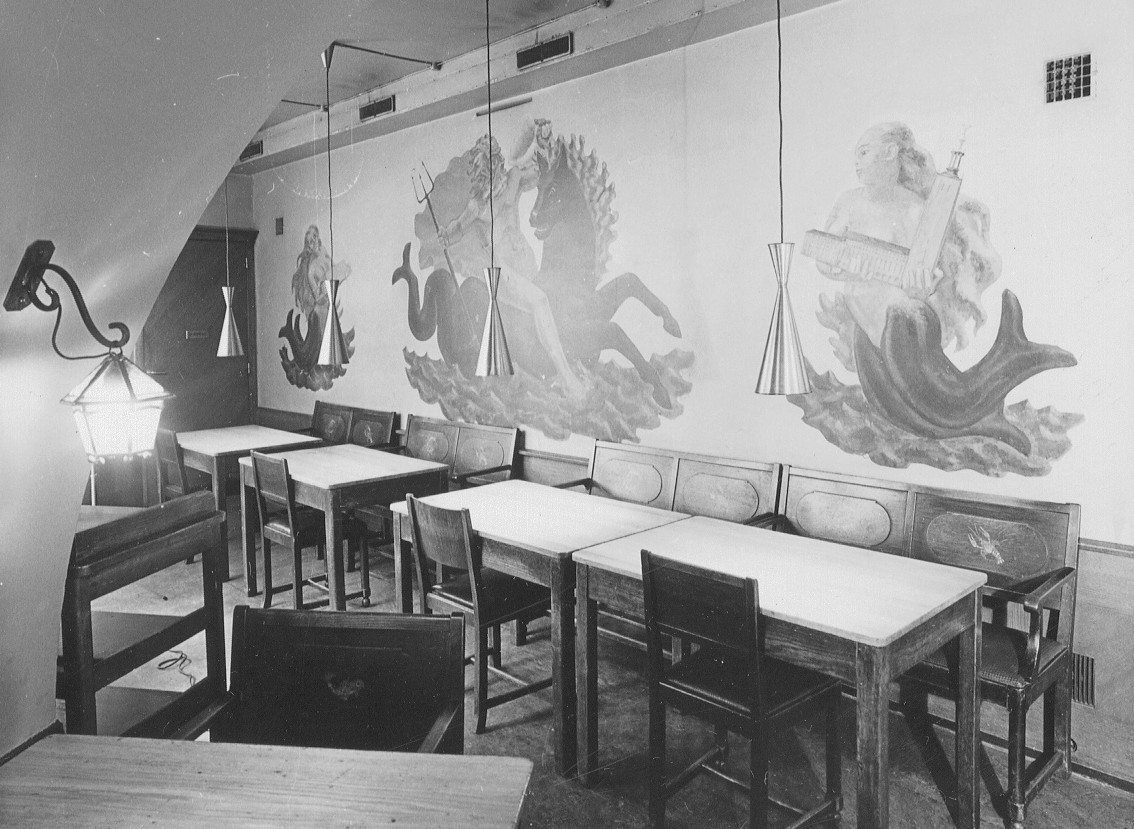
Väggmålning av Jungstedt på Restaurang Sturehof, 1930-tal.

Kurt Jungstedt var son till regissören Emil Linden och operasångerskan Matilda Jungstedt. Han studerade vid Tekniska skolan 1909 och vid Wilhelmsons målarskola 1911–1914 samt för Henrik Sørensen och Oluf Wold-Torne i Oslo 1915–1916. Han bodde i Köpenhamn 1917–1919 och experimenterade där med kubism. Under 1920-talet vistades han också i omgångar i Paris.
Kurt Jungstedt gjorde sig först känd som dekoratör på fartygen M/S Kungsholm (1928) och M/S Drottningholm (1929), de senare realistiska jaktbilder mot silvergrund, samt för Valandhuset i Göteborg (1932).
Kurt Jungstedt har illustrerat ett trettiotal böcker. Han är bland annat representerad vid Nationalmuseum, Moderna Museet, Göteborgs konstmuseum, Skoklosters slott, Göteborgs universitetsbibliotek, Norrköpings konstmuseum, Statens museum for Kunst i Köpenhamn och Nasjonalgalleriet i Oslo. Han var en skicklig illustratör och illustrerade bland annat Heidenstams Karolinerna, Voltaires Candide, Esaias Tegnérs Frithiofs saga, Evert Taubes visor, elva av Zolas arbeten, samt andra svenska och franska klassiker.
Kurt Jungstedt gifte sig med Margeret Eastman Sawyer 1920 och fick dottern Matilda 1922, som gifte sig med Guy von Dardel. Även om han mest är känd för sina bokillustrationer, bland annat Wallenbergs Min son på galejan, och teckningar, så är det också som ungdomsvän med Evert Taube han är känd. Från sin lägenhet i Johan Skyttes hus, samma lägenhet som Anders Zorn tidigare haft som ateljé och som Taube sedan fick överta efter Jungstedt död, med utsikt över Skeppsbron och Gamla stan, målade han flera oljemålningar i en lättare form av kubism.